# Fabian Wetter
Fabian Wetter (* 30. März 1989 in Lübbecke) ist ein ehemaliger deutscher Fußballspieler.

## Karriere
Wetter spielte in seiner Jugend für den SC Hille, den SV Kutenhausen-Todtenhausen, den TSV Havelse und Hannover 96. In der Saison 2007/08 wechselte er von der A-Jugend der Hannoveraner zum TSV Havelse. Von dort ging er 2009 zum SV Bavenstedt, kehrte jedoch nach einem halben Jahr zu den Garbsenern zurück. Zur Saison 2011/12 verließ er den Verein in Richtung Holstein Kiel. Mit den Kielern stieg Wetter 2012/13 in die 3. Liga auf. 2015 verließ er den Verein. Verletzungsbedingt musste er seine Karriere kurze Zeit später beenden. Zur Saison 2016/17 übernahm Wetter das Amt des Sportmanagers beim TSV Havelse, für den er zuvor als Spieler aktiv war.